# Pablo de Valladolid
Pablo de Valladolid est une huile sur toile peinte par Diego Vélasquez pour le Palais du Buen Retiro de Madrid, et conservée au Musée du Prado depuis 1827. Elle appartient au groupe des portraits de bouffons et «hommes de plaisirs» de la cour peints pour décorer les salles secondaires des palais royaux. Grâce à leur caractère informel, le peintre eut une plus grande liberté qu'avec les portraits de la famille royale. Il put tenter de nouvelles techniques.

## Histoire
Le portrait fut inventorié en 1701 au palais du Buen Retiro comme « portrait d'Vn Bouffon Avec un Col qui s'appelle Pablillo, celui de Valladolid de la main de Velasquez », marqué en noir du prix de 25 doublons. L'inventaire le mentionne avec cinq autres portraits de bouffons, tous de la main de Velasquez, au moins pour ceux qui purent être identifiés : Le Bouffon Barberousse et le Bouffon don Juan d'Autriche. Selon Jonathan Brown et John H. Elliott, Velasquez reçut de l'argent le 11 décembre 1643 pour des toiles (en nombre et thèmes indéfinis) pour décorer les alcôves du palais. D'après eux, les six portraits pourraient avoir été peints entre 1633 et 1634. Ils auraient fait partie d'une série destinée à décorer les appartements privés de la reine au palais du Buen Retiro. Cette hypothèse est contestée par José López-Rey qui ne pense pas que ces toiles forment une série, ni qu'il existât une « pièce des bouffons » au palais. Il discute les dates d'exécution situant celle de Pablo de Valladolid vers 1636-1637.
La localisation concrète dans le palais fut donnée par Antonio Palomino. Par snobisme, il ne s'attarde pas sur ces portraits, et après avoir énuméré tous les personnages qui avaient posé pour le peintre depuis 1624, il expédie les bouffons par un phrase laconique « sans trop d'autres portraits de personnes célèbres, ceux de plaisir sont dans l'escalier qui sort au jardin des Royaumes du Palais du Buen Retiro : par où Sa Majesté descend prendre ses voitures ».
En 1772 et 1794, la toile fut inventoriée au Palais royal de Madrid avec le portrait du bouffon Don Juan d'Autriche, sans mention du nom de la personne peinte. Il passa à l'Académie royale des beaux-arts de San Fernando en 1816, sous le nom de « portrait d'un maire », et en 1827 intégra le musée du Prado. Il figurait dans le catalogue de 1828 comme « portrait d'un acteur célèbre au temps de Philippe IV » en raison de son apparence déclamatoire.
Un « Portrait de Pablillos, de Velasquez », éventuelle copie ou réplique de cette toile, se trouvait dans la collection de Diego Messía, marquis de Leganés en 1642, et fut mentionnée également dans l'inventaire réalisé à sa mort en 1655, avec des portraits de bouffons. L'un était Don Juan d'Autriche (sans mention d'auteur), et l'autre de « Calebasses avec un turban » de Velasquez et qui correspondrait à un original perdu.

## Description
Pablo — ou Pablos — de Valladolid naquit à Vallecas, en 1587 d'après son acte de décès. Il était fils de Hernando de Valladolid y María Cabezudo. En 1599, âgé de 12 ans, il entra au service de Mateo Barroso, également de Vallecas. Son service à la cour est documenté à partir de 1633, lorsqu'on lui donna un appartement de service hors du palais, mais il est possible qu'il y vécut avant cette date. En 1634, Angelo Nardi, peintre du roi, fut obligé de le dédommager pour avoir touché cet appartement. Il témoigna en 1641 avec sa femme Béatrice de Villagra que « lorsque nous nous sommes mariés, nous n'avions aucun bien ».
Il mourut le 1er décembre 1648 selon une lettre de l'infante Marie Thérèse d'Autriche à sœur Louisa Magdalena de Jesus et qui démontre son affection pour le personnage. Il est enterré à la paroisse de San Juan, l'acte de décès lui donne le titre de « criado de su magd », élevé par sa Majesté. Il laisse comme héritage les rations qu'il avait au palais à ses fils. Son exécuteur testamentaire est  Juan Carreño de Miranda, qui vivait dans la même maison, à côté de Saint Gil.
La documentation conservée n'indique pas le type de fonction occupée au palais, mais ce personnage élégant - un document de 1637 indique qu'il avait reçu un vêtement de velours - et l'absence de difformité apparente, le classe parmi les « hommes de plaisir », bouffons ou « fou discret » qui faisait rire de ses plaisanteries.
Le personnage représenté de corps entier et debout, les jambes ouvertes en compas, vêtu de noir, retient sa cape sur la poitrine de sa main gauche et étend le bras droit avec un geste de déclamation. La main est plus dessinée qu'à l'habitude du peintre. La silhouette apparaît d'un fond neutre, sans autre référence spatiale que le point où il pose ses pieds et l'ombre qu'il projette. Même la discrète ligne de Portrait de l'infant Don Carlos est absente pour séparer le sol et le mur. Autour du personnage, on note les corrections du peintre, en particulier sur la jambe gauche qui était initialement plus large.
La nouveauté qu'était la représentation d'un personnage dans un espace évanescent est le trait le plus important de ce portrait, considéré comme « révolutionnaire » par  Julián Gállego, puisque le bouffon est représenté ici avec une technique employée pour les personnages célestes, comme un saint en lévitation sur un fond doré  Le fond, « gris lumineux », selon l'expression de López-Rey, aurait viré en un « ocre abominable » au cours du temps à cause des vernis et d'une mauvaise conservation. L'étude technique signée de Carmen Garrido, cependant, si elle admet bien des modifications de surface à cause des vernis et de la saleté accumulée, signale que le marron du fond fut obtenu à partir d'oxydes de fer noir, de blanc de plomb et de calcite contenant des traces de vermillon et une grande quantité d’agglutinants
La technique de préparation de la toile et l'application de la peinture est semblable ici (comme pour d'autres portraits de la série de bouffons) à celle employée dans le Christ crucifié. Le fond d'apparence neutre a été peint par Vélasquez à base de coups de pinceau semi-transparents appliqués avec une grande liberté, tant en longueur qu'en dispersion ou en direction. La légèreté des coups de pinceaux permet de plus que la base blanche transparaisse avec la même liberté, avec des densités très inégales, ce qui produit un effet de vibration de fond qui génère l'espace.

## Influences
En 1865 Édouard Manet visita l'Espagne et contempla l'œuvre au Musée du Prado qui lui fit forte impression. À propos de cette toile il affirma dans une lettre à  Henri Fantin-Latour :

« Peut-être le morceau de peinture le plus époustouflant qui ait jamais été réalisé est sans doute la toile nommée Portrait d'un acteur célèbre du temps de Philippe IV. Le fond disparaît. C'est l'air qui entoure le bonhomme, le vêtement est complètement noir et plein de vie »

— Cité sur le catalogue d'une exposition de  Velázquez
Un an après sa visite, il peignit Le Joueur de fifre (Paris, Musée d'Orsay), qui s'inspire de façon évidente de Pablo de Valladolid. Le peintre péruvien Herman Braun-Vega raconte l'histoire de cette filiation artistique dans son tableau Ensemble baroque (2003) dans lequel Vélasquez présente sa descendance, dont Manet à travers Le joueur de fifre.